# 와이셔츠
와이셔츠는 양복안에 입는 윗옷으로 넥타이를 맬 수 있는 옷깃과 소매가 달려있다. 넥타이와 더불어 남성 정장을 이루는 주요 요소이다.

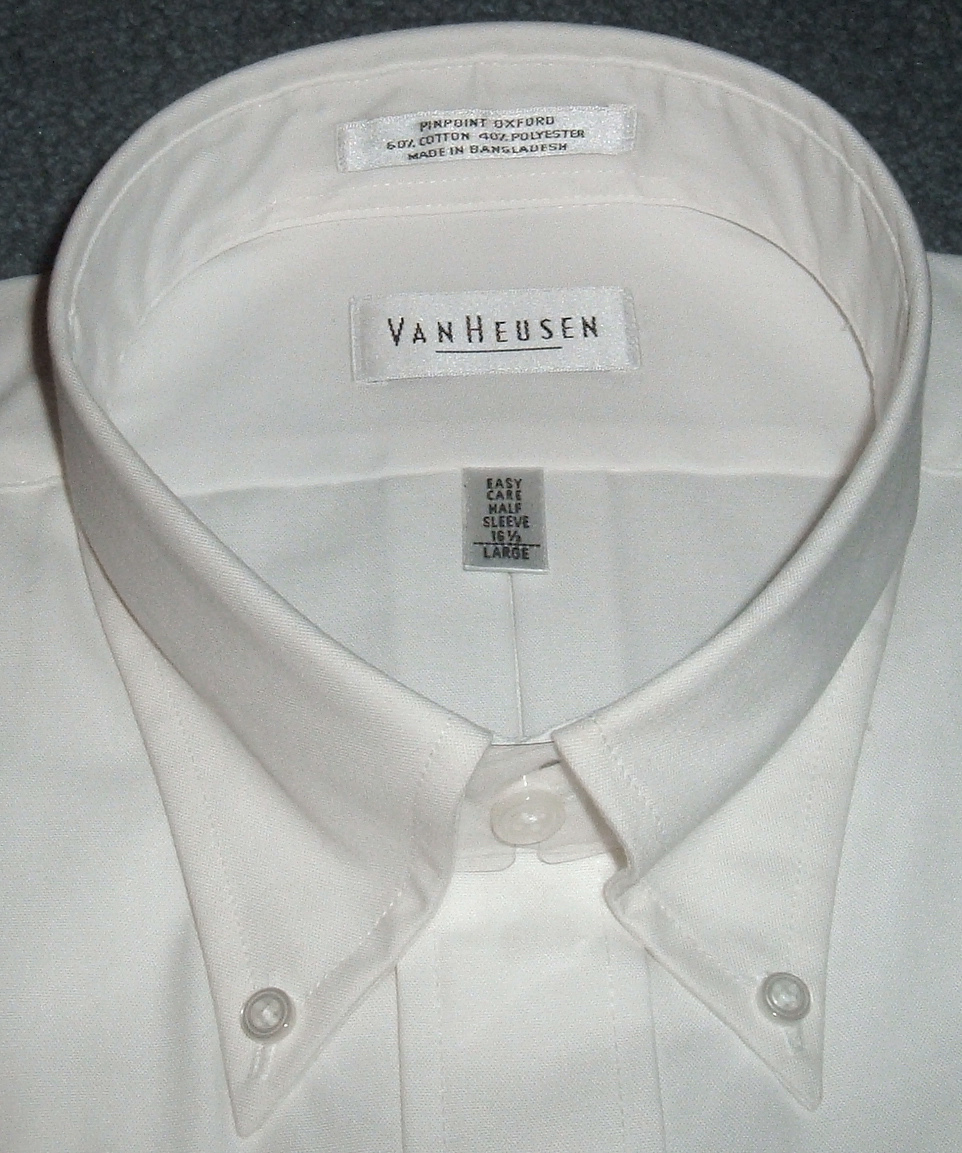
전형적인 흰색 와이셔츠 옷깃 부분

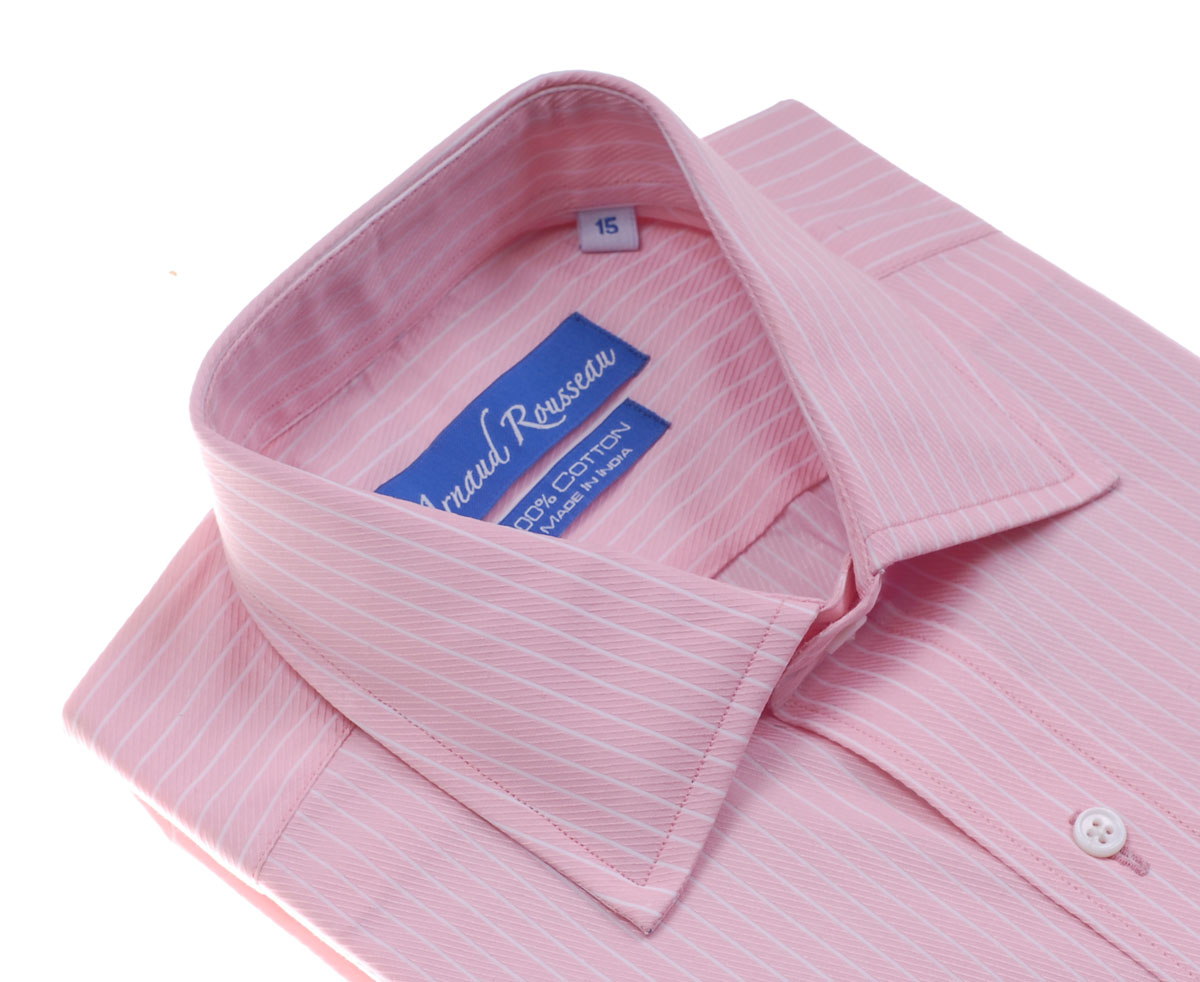
분홍색 줄무늬 와이셔츠

## 용어
와이샤쓰라고도 한다. 영어 화이트 셔츠(영어: white shirts)에서 유래된 말이며, 영어권에서는 이런 옷을 드레스 셔츠(영어: dress shirt) 또는 캐주얼 셔츠(영어: casual shirt)라고 한다.

## 구성
옷깃, 소매

## 같이 보기
- 화이트 칼라